# Boston
Boston is de hoofdstad en grootste stad van de Amerikaanse staat Massachusetts. Zij wordt ook beschouwd als de officieuze hoofdstad van New England. In het jaar 2020 had Boston 691.531 inwoners, een stijging van 12% ten opzichte van 2010. De hele agglomeratie Groot-Boston, die zich tot in New Hampshire, Rhode Island en Connecticut uitstrekt, telt 8.466.186 inwoners (volkstelling 2020). De stad ligt in Suffolk County. De inwoners worden Bostonians genoemd.
Boston is een van de oudste en rijkste steden van de Verenigde Staten, met een economie gebaseerd op financiële diensten, verzekeringen, onderwijs, hightechproducten en -research, en medische diensten en research (bijvoorbeeld door Bostons wereldvermaarde gespecialiseerde ziekenhuizen). Sinds 2021 is Michelle Wu burgemeester van Boston. Zij volgde Democraat Marty Walsh op.

## Geschiedenis

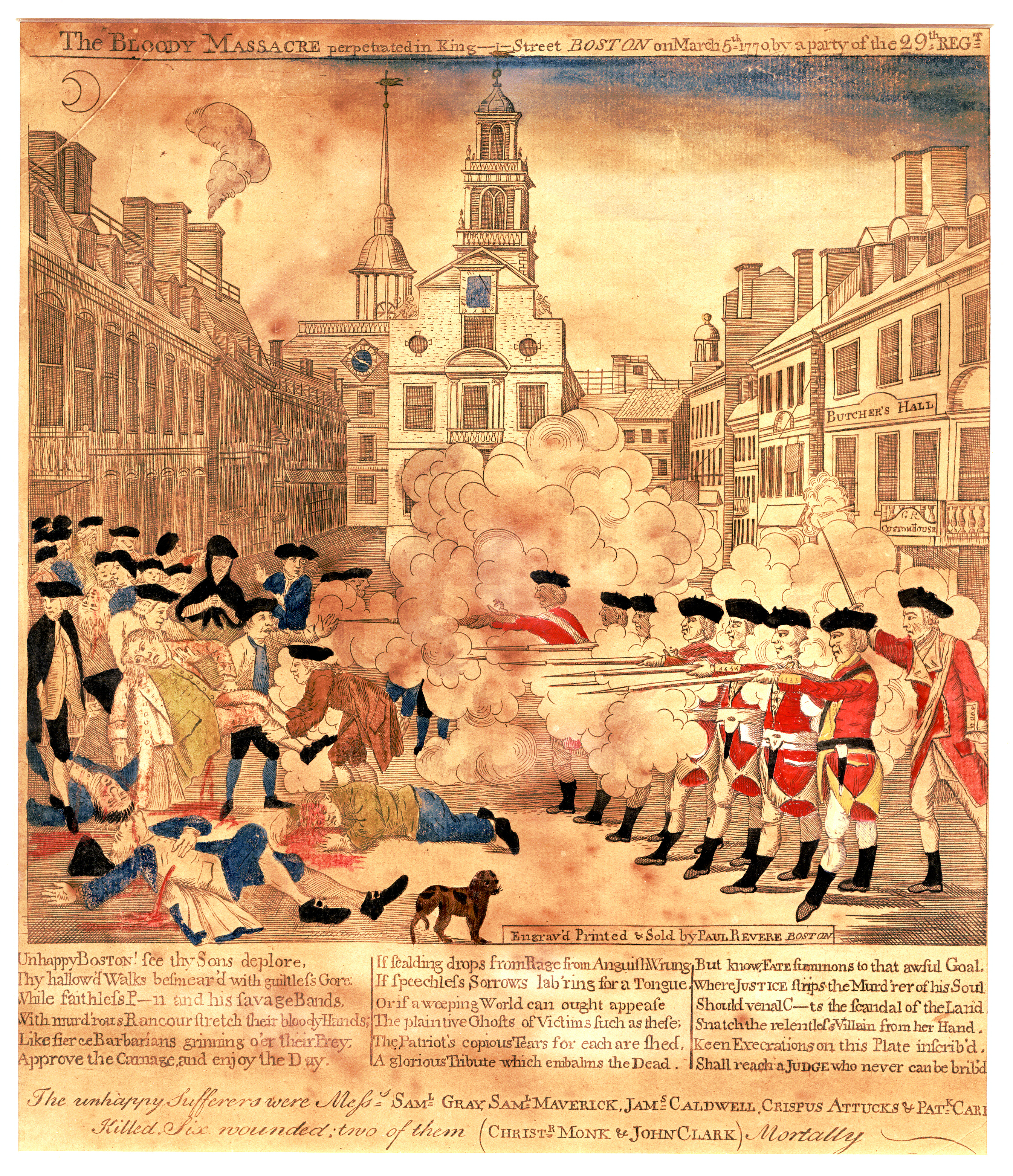
Het bloedbad van Boston in 1770

Boston werd in 1630 gesticht door puriteinse kolonisten op het schiereiland dat de plaatselijke indianen Shawmut noemden. De kolonisten gaven de nieuwe vestiging de naam Boston, naar de gelijknamige stad in Lincolnshire in Engeland waar een aantal van hen vandaan kwam.
Boston is de bakermat van de Amerikaanse Revolutie. De eerste schermutselingen die tot de revolutie leidden, vonden er plaats op 5 maart in 1770, toen Britse soldaten het vuur openden op protesterende burgers. Deze gebeurtenis staat bekend als het bloedbad van Boston.
Met de Boston Tea Party op 16 december 1773 begonnen de inwoners van Boston een boycot tegen de belasting op geïmporteerde producten zoals thee, ingesteld door het Britse parlement onder de Townshend Act van 1767.
De eerste veldslagen van de Amerikaanse Onafhankelijkheidsoorlog vonden plaats in de vroege morgen van 19 april 1775 in Lexington en Concord, twee plaatsen op 20 tot 30 kilometer ten westen van Boston.
Na de onafhankelijkheidsverklaring in 1776 werd Boston een welvarende havenplaats. Ze werd officieel een stad (city) in 1822. In de tweede helft van de negentiende eeuw ontwikkelde het zich tot een belangrijke industriestad met onder andere aanzienlijke textiel-, schoenen- en machinefabrieken.
De economie van de stad verslechterde in de jaren 1920 en 1930, toen veel industrieën de staat verlieten naar regio's met lagere arbeidskosten.
In de jaren 1960 vond een sterke groei plaats in de financiële, medische en onderwijssectoren. Ook werd Boston een bakermat voor de toen nog nieuwe computerindustrie, gestimuleerd door de aanwezigheid van MIT, Harvard en ander universiteiten. Het gebied waar deze nieuwe industrie ontstond werd wel aangeduid met de naam Route 128, genoemd naar de rondweg rond Boston waaraan veel van de nieuwe bedrijven lagen. Sindsdien heeft de hightechindustrie zich sterk uitgebreid, en nu is Boston ook een centrum voor medische technologie, biotechnologie en cleantech.
Boston haalde in 2013 het wereldnieuws vanwege de bomaanslagen tijdens de marathon van Boston 2013. Op 15 april 2013 waren er twee explosies, beide op de trottoirs van Boylston Street in Boston, vlak voor de finishlijn van de marathon. Verscheidene mensen raakten gewond en er vielen drie doden. De marathon werd na de explosies gestopt. Bij schietpartijen achteraf vielen nog twee slachtoffers, onder wie een van de daders.

## Geografie

### Topografie
Boston ligt aan de Atlantische Oceaan in het noordoosten van de Verenigde Staten, hemelsbreed ongeveer 300 kilometer ten noordoosten van New York. Het ligt ongeveer op dezelfde breedtegraad als Marseille en Rome. De stad ligt op het westelijkste punt in de Massachusetts Bay, die hier een natuurlijke haven vormt (Boston Harbor). De belangrijkste rivier van de stad is de Charles, die ontspringt in Hopkinton. Onder andere de Harvard-universiteit en het Massachusetts Institute of Technology liggen aan de oevers van de Charles. De rivier scheidt bovendien het centrum van Boston van de universiteitsstad Cambridge en het stadsdeel Charlestown. Andere grote rivieren in Boston en omgeving zijn de Neponset, die Zuid-Boston scheidt van Quincy en Milton, en de Mystic, ten noorden van Charlestown.
Boston is een zeer compacte stad. De totale oppervlakte bedraagt 232,1 km², waarvan 125,4 km² (54%) bestaat uit land en 106,7 km² (46%) uit water. Hoewel Boston naar inwonertal gerekend slechts de 22e stad in de Verenigde Staten is, is zij wel de op drie na dichtstbevolkte stad van het land, forensensteden niet meegerekend.
Bellevue Hill is met 101 meter hoogte het hoogste natuurlijke punt van de stad. Het laagste punt bevindt zich op zeeniveau.

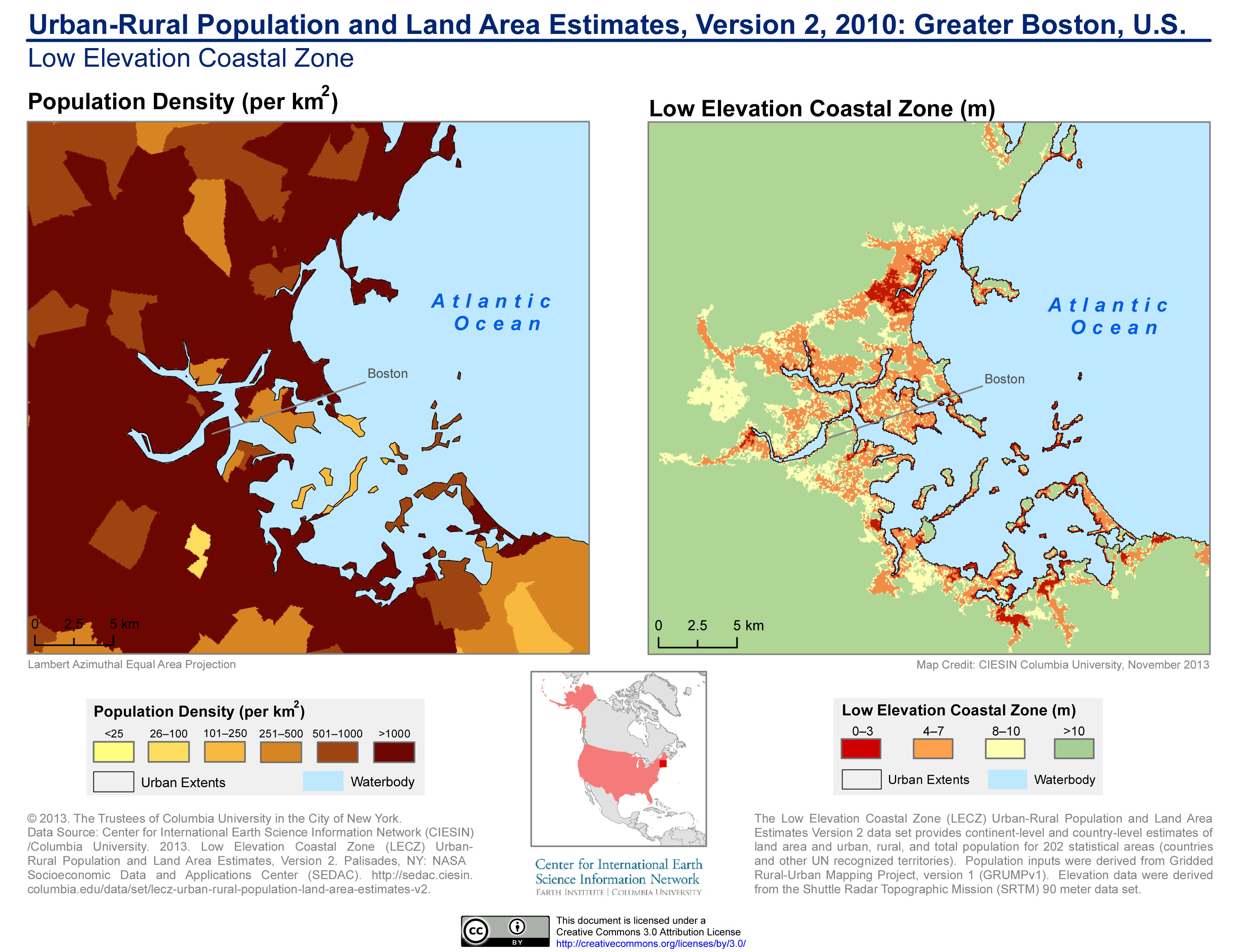
Bevolkingsdichtheid en hoogte boven de zeespiegel in Groot-Boston (2010). Boston is kwetsbaar voor zeespiegelstijging ten gevolge van klimaatverandering.

### Bestuurlijke verdeling
Boston is verdeeld in eenentwintig buurten:
1. Allston/Brighton
2. Back Bay
3. Bay Village
4. Beacon Hill
5. Charlestown
6. Chinatown/Leather District
7. Dorchester
8. Downtown/Financial District
9. East Boston
10. Fenway/Kenmore
11. Hyde Park
12. Jamaica Plain
13. Mattapan
14. Mission Hill
15. North End
16. Roslindale
17. Roxbury
18. South Boston
19. South End
20. West End
21. West Roxbury

### Klimaat
In januari is de gemiddelde temperatuur −1,9 °C, in juli is dat 23,1 °C. Jaarlijks valt er gemiddeld 1054,4 mm neerslag (gegevens op basis van de meetperiode 1961-1990).

## Demografie
Het aantal inwoners steeg van 18.320 in 1790 naar 801.444 in 1950. Dit was vooral te danken aan een razendsnelle groei in het midden van de 19e eeuw: tussen 1840 en 1880 werd het inwonertal bijna verviervoudigd. Na 1950 viel het inwonertal weer terug tot 562.994 in 1980. De laatste decennia groeit het aantal inwoners weer. In 2008 wordt de bevolking geschat op 609.023, al kan dat door de belangrijke regionale functie die de stad vervult op sommige dagen oplopen tot zo'n 1,2 miljoen.
Ongeveer 14,4% van de bevolking van Boston bestaat uit hispanics en latino's, 25,3% is van Afrikaanse oorsprong en 7,5% van Aziatische oorsprong. Boston wordt vaak de hoofdstad van "Iers Amerika" genoemd, de Ieren zijn dan ook de grootste etnische groep in de stad. Zij vormen 15% van de totale bevolking.
De bevolking bestaat voor 37,1% uit eenpersoonshuishoudens; 10,4% is ouder dan 65 jaar. De werkloosheid bedraagt 2,9% (cijfers volkstelling 2000).

## Cultuur

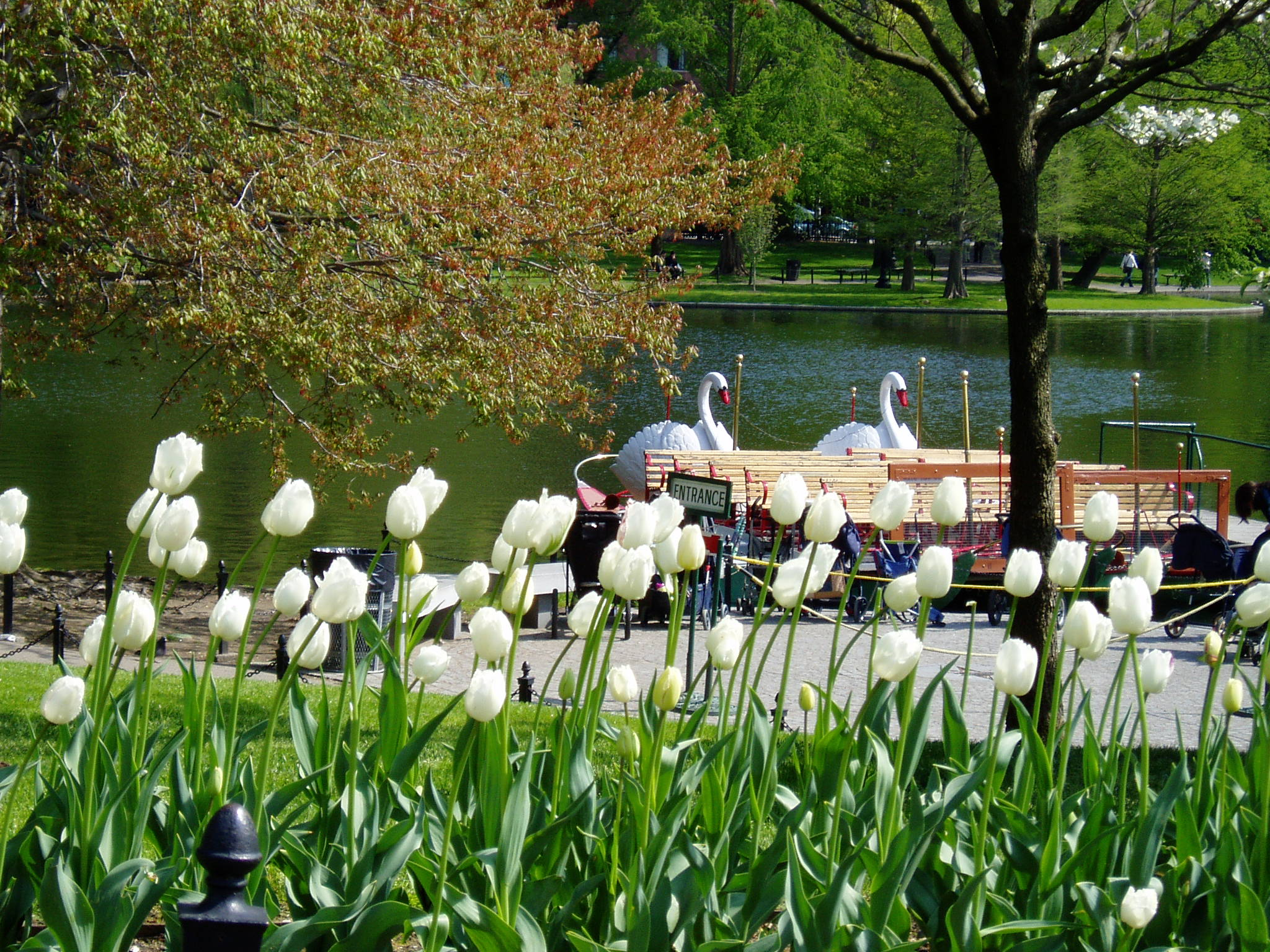
De "Boston Public Garden" in het centrum van Boston is het oudste stadspark in de Verenigde Staten (1837)

Boston is een belangrijk cultureel centrum. Het Boston Symphony Orchestra en het Boston Ballet zijn wereldberoemd.
Met 241 meter is het hoogste gebouw van de stad 200 Clarendon Street, vroeger de John Hancock Tower genaamd. Het is een ontwerp van de bekende architect Henry N. Cobb van het architectenbureau I.M. Pei en partners. Het gebouw was vernoemd naar John Hancock Insurance, een verzekeringsmaatschappij die in het gebouw gevestigd was. John Hancock was een belangrijk staatsman uit de tijd van de Boston Tea Party.

### Musea
De stad heeft een aantal musea, waaronder het Museum of Fine Arts en het Isabella Stewart Gardner Museum. Uit het laatste museum werden op 18 maart 1990 twaalf kunstwerken gestolen, waaronder drie werken van Rembrandt, een Vermeer en een werk van Govaert Flinck. Er is een aanzienlijke beloning voor degene die informatie kan geven die tot teruggave van deze kunstwerken leidt. Verder zijn er het Museum of Science – een van de beste wetenschapsmusea in de wereld – en de John F. Kennedy Presidential Library and Museum. Ook de Harvard-universiteit en het Massachusetts Institute of Technology in het nabije Cambridge hebben hun eigen musea. De getoonde objecten komen meestal van legaten van rijke alumni.

### Bezienswaardigheden

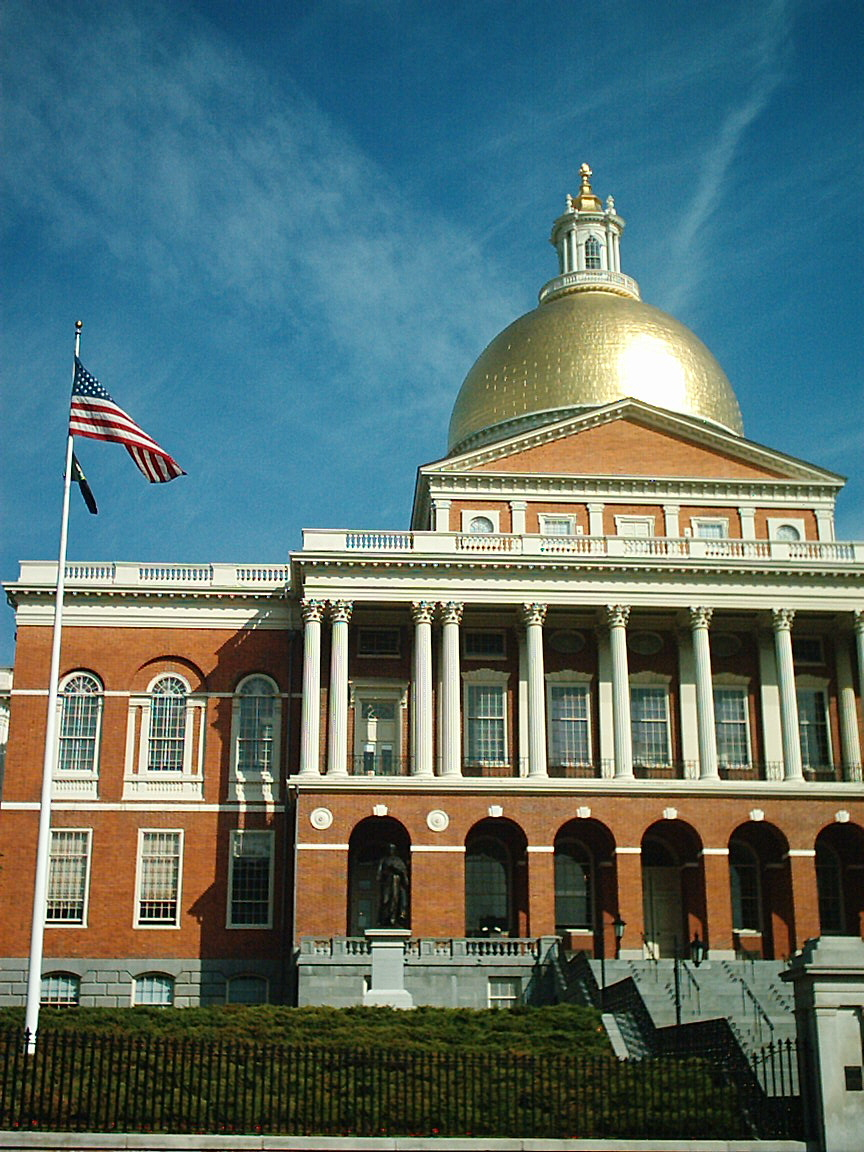
Het Massachusetts State House in Boston

Voor Amerikaanse begrippen is Boston een zeer oude stad. Er zijn nog veel gebouwen en plaatsen uit de tijd van de Amerikaanse Onafhankelijkheidsoorlog.
Toeristen kunnen in de stad het Freedom Trail volgen, een looproute van ongeveer 4 kilometer, aangegeven door een rode lijn op de trottoirs, die de belangrijkste bezienswaardigheden verbindt. De route begint op de Boston Common, het oudste publieke park in Amerika, dat oorspronkelijk gebruikt werd om vee te laten grazen, als legerkamp voor Britse soldaten en als galgenveld. Andere hoogtepunten langs het Freedom Trail zijn het State House, waar de staatsregering van Massachusetts zetelt; de begraafplaats Old Granary, waar revolutionairen als Samuel Adams, John Hancock en Paul Revere begraven liggen; het Old South Meeting House, een kerk waar de burgers de besluiten namen die leidden tot de Boston Tea Party; het Old State House, waar vóór de revolutie de Britse gouverneur zetelde. Voor het gebouw vond de Boston Massacre plaats; Faneuil Hall, een marktgebouw dat ook voor vergaderingen werd gebruikt, samen met de ernaast gelegen Quincy Market is het nu een toeristengebied met veel winkeltjes en kleine restaurants; het North End, het oudste deel van Boston, nu een wijk met veel Italiaanse immigranten, met de Old North Church, waarvan de toren in 1775 door de revolutionairen gebruikt werd om met lichtsignalen aan te geven dat het Engelse leger op weg was om wapens van de patriotten in beslag te nemen. Dit gaf de patriotten de gelegenheid zich op de komst van de Britten voor te bereiden, wat resulteerde in de eerste veldslagen van de revolutie, bij Lexington en Concord; en de USS Constitution, het oudste, officieel nog actieve, oorlogsschip van de Amerikaanse marine, dat deelnam in de oorlog van 1812 tegen de Britten.
Andere bezienswaardigheden zijn:
- Fenway Park, het honkbalstadion van de Boston Red Sox
- Het wereldbekende Arnold Arboretum in de wijk Jamaica Plain
- Fort Independence op Castle Island, een fort aangelegd in 1634 door de Engelse kolonisten ter bescherming van de haven van Boston.

### Theater en muziek
In het theaterdistrict ten zuiden van de Boston Common, het park in het centrum van Boston, liggen grote bezienswaardige theaters, zoals het Wang Center for the Performing Arts en het Cutler Majestic Theatre. Vlak bij de Boston Symphony Hall (1900), de concertzaal van het Boston Symphony Orchestra, ligt het New England Conservatory.
Boston heeft ook enkele bekende muziekartiesten voortgebracht, zoals de bands The Pixies, Aerosmith, Boston, Dropkick Murphys en New Kids on the Block en muzikanten Jonathan Richman en Donna Summer.

### Sport
Boston heeft een aantal professionele sportteams:
- de Boston Red Sox – honkbal, Major League Baseball (MLB), wonnen 86 jaar na hun vorige kampioenschap in 2004 de World Series, en opnieuw in 2007, 2013 en 2018. De Red Sox spelen in Fenway Park.
- de New England Patriots – Amerikaans voetbal, National Football League (NFL), winnaars van de Super Bowl in 2002, 2004, 2005, 2015, 2017 en 2019.
- de Boston Celtics – basketbal, National Basketball Association (NBA), recordhouder met 17 kampioenschapstitels
- de Boston Bruins – ijshockey, National Hockey League (NHL). De club won de Stanley Cup zes keer, het laatst in 2011.
- de New England Revolution – voetbal, Major League Soccer (MLS)

Sinds 1897 wordt ieder jaar op Patriot's Day, de derde maandag van april, de Boston Marathon georganiseerd. De wedstrijd begint in Hopkinton, en eindigt in het centrum van Boston. Op 15 april 2013 werd er tijdens deze marathon een bomaanslag gepleegd, met 3 doden en 176 gewonden (inclusief lichtgewonden).

## Onderwijs

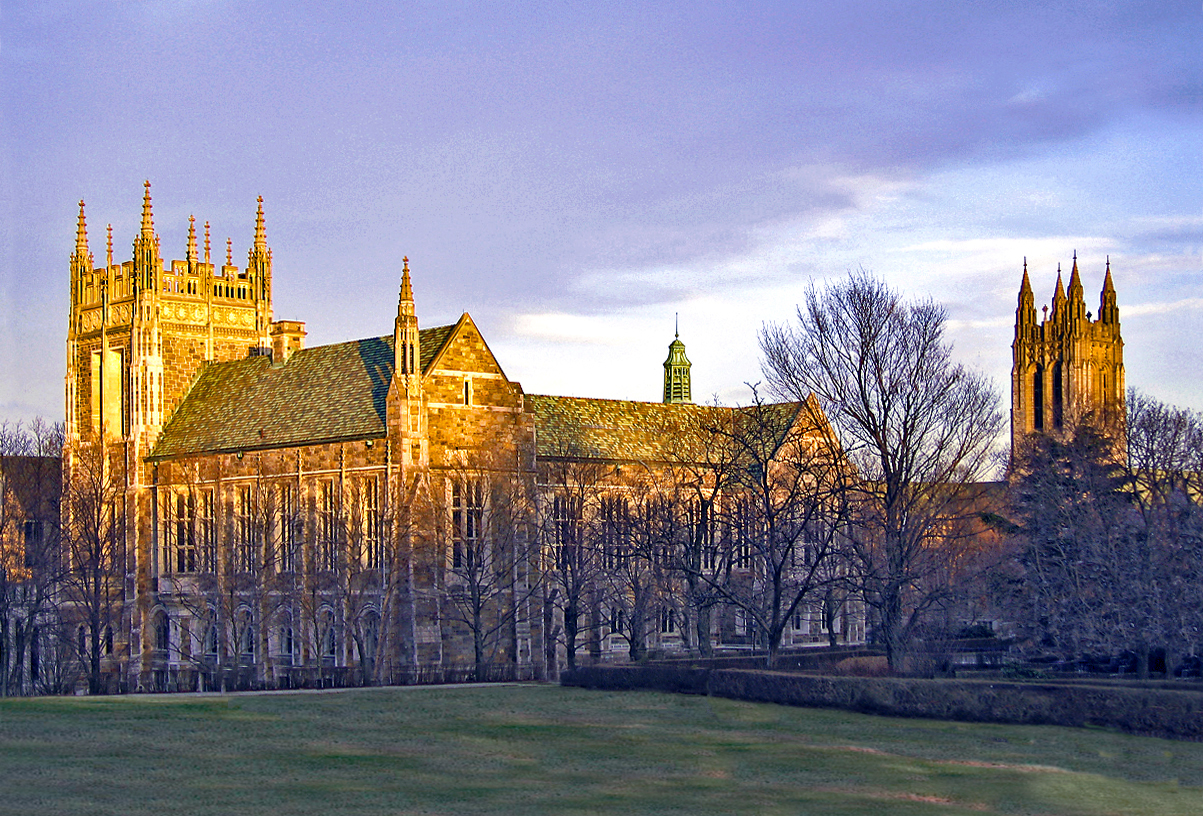
Boston College

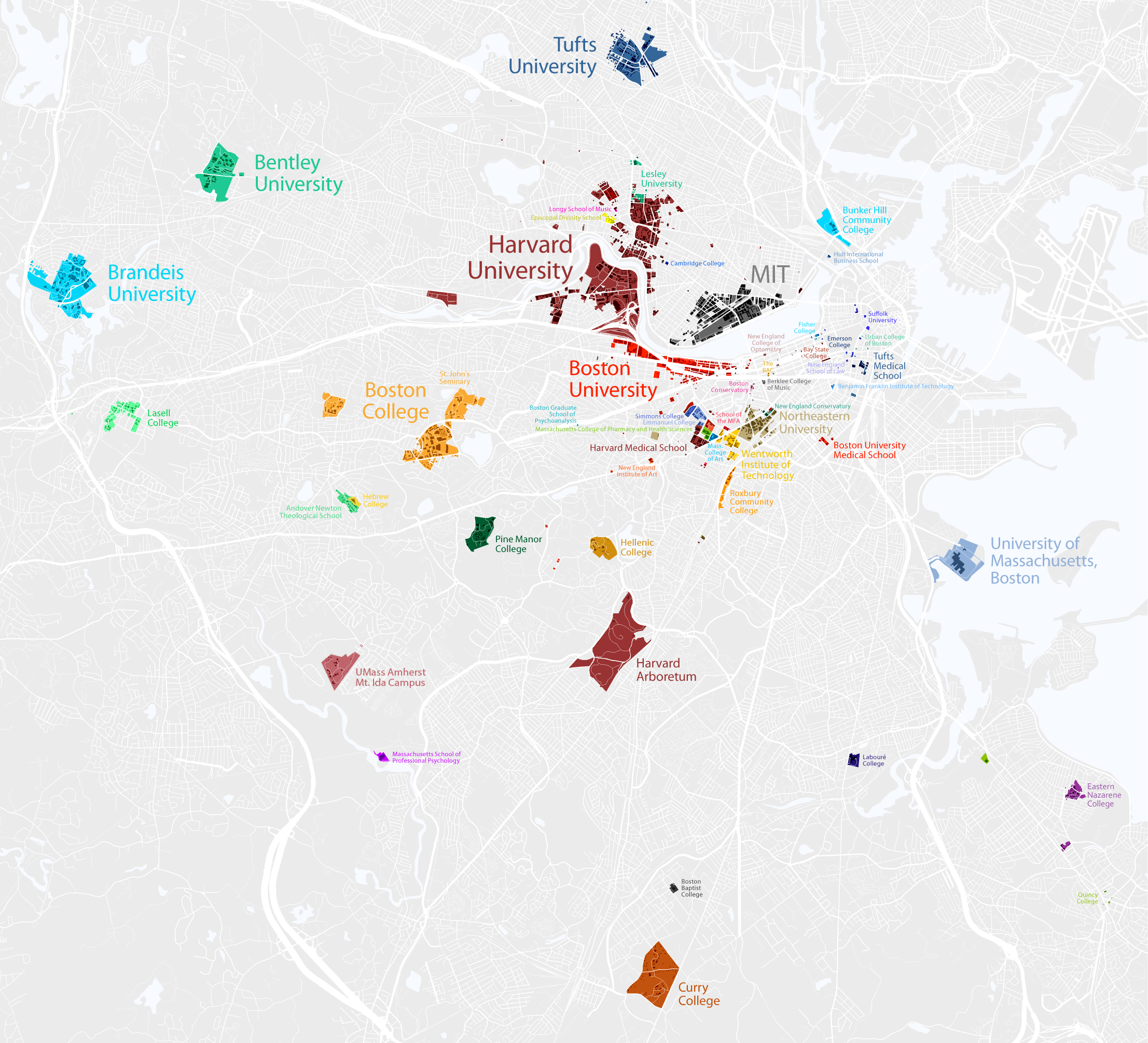
Plattegrond van de universiteiten en colleges in Boston

Er zijn meer dan honderd universiteiten en colleges in Boston en omgeving.
De belangrijkste zijn:
- Harvard-universiteit (Cambridge)
- Massachusetts Institute of Technology (MIT, Cambridge)
- Berklee College of Music
- Boston Conservatorium
- Boston University
- Boston College
- Brandeis University (Waltham)
- Northeastern University
- Emerson College
- University of Massachusetts (financieel gesteund door de staat Massachusetts)
- Suffolk University
- Tufts University (Somerville, Medford)
- Wellesley College (Wellesley)
- Bentley University (Waltham)
- Babson College (Wellesley)
- Regis College (Weston)

## Verkeer en vervoer

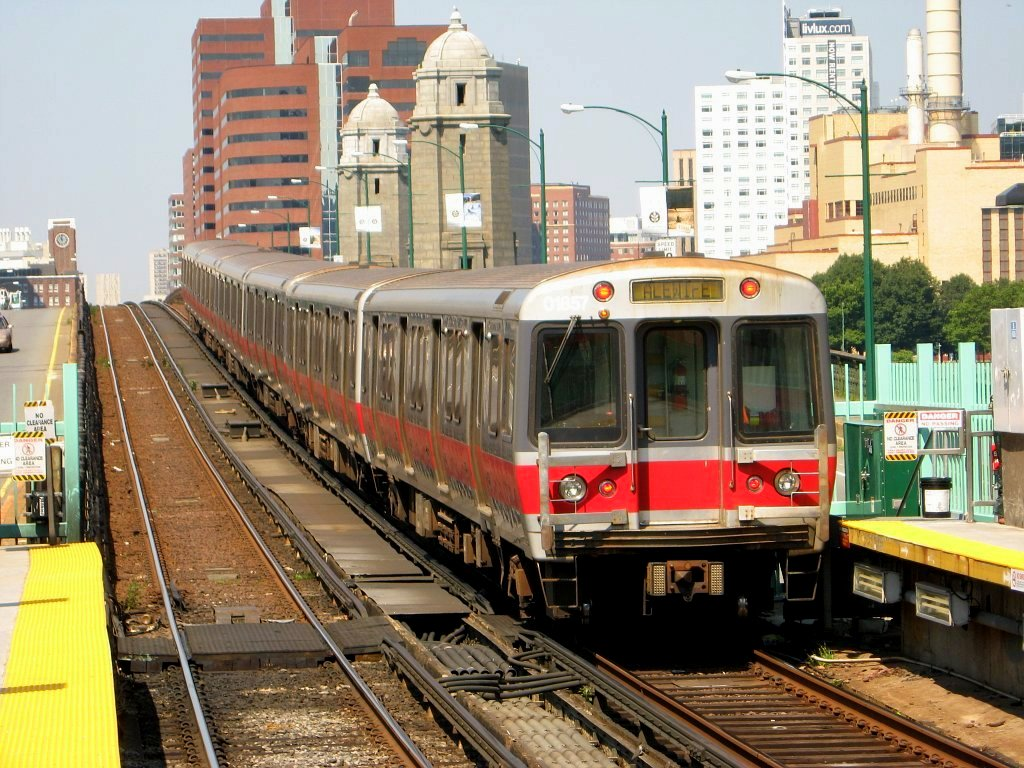
Een metro van de Red Line

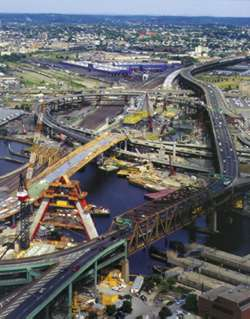
De "Big Dig" vanuit de lucht gezien in noordelijke richting, met de Zakim Bunker Hill Bridge over de Charles in uitvoering

Boston is een belangrijke zeehaven met een open verbinding naar de Atlantische Oceaan.
De luchthaven Logan International Airport ligt op drooggelegd land aan de noordkant van de haven, slechts enkele kilometers van het centrum van de stad, en is bereikbaar door drie tunnels (de nieuwe Ted Williams-tunnel, en de oude Callihan- en Sumner-tunnels). Twee van de vliegtuigen betrokken bij de aanslagen op 11 september 2001 waren opgestegen vanaf Logan Airport.
Drie belangrijke Interstate Highways verbinden Boston met de rest van het land:
- Interstate 90 – westwaarts: via Cleveland en Chicago helemaal naar Seattle.
- Interstate 95 – zuidwaarts: via New York en Washington D.C. naar Miami; noordwaarts: via Maine naar de Canadese grens.
- Interstate 93 – noordwaarts: via New Hampshire en Vermont naar de Canadese grens.

Amtrak onderhoudt een hogesnelheidstreinverbinding, de Acela genoemd, van Bostons South Station naar New York en Washington. Op 14 maart 1887 vond er een treinongeluk plaats op de route Dedham - Boston.
Het lokale openbaar vervoer in Boston wordt verzorgd door de Massachusetts Bay Transportation Authority (MBTA). De metro werd in 1897 geopend, en is de oudste ondergrondse in de Verenigde Staten. Bostons metro wordt door de bevolking kortweg The T genoemd. De MBTA heeft ook stadsbussen en forensentreinen naar de voorsteden.
Op 31 december 2007 sloot Boston officieel een gigantisch constructieproject af, dat in de volksmond de "Big Dig", de grote graafpartij, wordt genoemd. Het belangrijkste doel van het project was om de Cross Town Express Way, een belangrijke autosnelweg die in de jaren vijftig dwars door de binnenstad was aangelegd over een monstrueus viaduct, door middel van tunnels onder de grond te laten verdwijnen. Ook een derde tunnel onder de haven van Boston (de Ted Williams Tunnel) en een brug over de Charles maken deel uit van het project. Het is het duurste wegenbouwproject in de geschiedenis van de Verenigde Staten. Het verkeer stroomt nu echter wel goed door.

## Stedenbanden
- Barcelona (Spanje)
- Belo Horizonte (Brazilië)
- Dublin (Ierland)
- Haifa (Israël)
- Hangzhou (China)
- Kioto (Japan)
- Melbourne (Australië)
- Nagoya (Japan)
- Padua (Italië)
- Sekondi-Takoradi (Ghana)
- Shannon (Ierland)
- Straatsburg (Frankrijk), sinds 1960
- Taipei (Taiwan)
- Amsterdam (Nederland)

## Plaatsen in de nabije omgeving
Het onderstaande figuur toont nabijgelegen plaatsen in een straal van 12 km rond Boston.